# VeLvETОвый движ (Vol. 1)
«veLvETОвый движ (Vol. 1)» — дебютный альбом кавер-версий (сборник) артистов российского лейбла звукозаписи Velvet Music, выпущенный 30 июля 2021 года на лейбле Velvet Music.

## Предыстория
2 июня 2021 Velvet Music объявил о продаже билетов на концерт «veLvETОвый движ» — название говорит само за себя.
Ради продвижения и узнаваемости open air был разработан логотип, который устанавливался на все обложки синглов артистов лейбла, вышедших в период со 2 июня по 31 июля 2021 года. Таким образом первым синглом стал трек «Всё нормально» в исполнении Владимира Преснякова-младшего.
В качестве продвижения также и был выпущен альбом кавер-версий «veLvETОвый движ (Vol. 1)». В данном альбоме все артисты лейбла Velvet Music поменялись хитами друг друга, кроме Ёлки — она в свою очередь исполнила песню, вышедшую в 2008 году «Мальчик-красавчик» в новой версии.
За день до концерта 31 июля 2021 Velvet объявил об аншлаге. Концерт прошёл 1 августа в центре Москвы в клубе Gazgolder.

## Критика
Алексей Мажаев — рецензент интернет-издания InterMedia считает, что наиболее далёким от оригинала оказался вариант Гоши Куценко, вокал которого максимально непохож на голос Мари Краймбрери, но также Мажаев отметил, что Куценко «выкрутился актёрски». Помимо этого, по его мнению песня «На большом воздушном шаре» вполне могла бы быть песней Владимира Преснякова-младшего, а вот кавер-версия Звонкого на песню Ёлки «Прованс» не позволяет слушателю проникнуться новой версией из-за внушительной тени оригинала. Но больше всего Алексея заинтересовал кавер Никиты Киоссе — экс-участника группы MBAND: «Было любопытно, как он справится с „чиллийским“ „Летом“, в оригинале спетым низким контральто Ирины Забияки, — пишет Алексей Мажаев. — Киоссе попытался спеть максимально близко к канонической версии — местами эти экзерсисы выглядят довольно забавно, учитывая разницу в вокальных данных».

## Список композиций
| №                   | Название                                                                            | Длительность |
| ------------------- | ----------------------------------------------------------------------------------- | ------------ |
| 1.                  | «Мальчик-красавчик (2021)» (Ёлка; версия песни 2021 года)                           | 2:43         |
| 2.                  | «По волнам (Cover)» (Мари Краймбрери; кавер на песню Burito)                        | 3:17         |
| 3.                  | «Прованс (Cover)» (Звонкий; кавер на песню Ёлки)                                    | 2:27         |
| 4.                  | «Нарисуй мне небо (Cover)» (DAASHA; кавер на песню Ёлки)                            | 3:03         |
| 5.                  | «Москва (Cover)» (Burito; кавер на песню «Винтаж» и DJ Smash)                       | 3:26         |
| 6.                  | «Голоса (Cover)» («Винтаж»; кавер на песню Звонкого)                                | 3:56         |
| 7.                  | «Лето (Cover)» (Никита Киоссе; кавер на песню «Чи-Ли»)                              | 3:17         |
| 8.                  | «На большом воздушном шаре (Cover)» (Владимир Пресняков (мл.); кавер на песню Ёлки) | 3:41         |
| 9.                  | «Я твой клад (Cover)» (Гоша Куценко; кавер на песню Мари Краймбрери)                | 3:57         |
| Общая длительность: | Общая длительность:                                                                 | 29:45        |

## История релиза
| Регион | Дата         | Формат                                  | Лейбл        |
| ------ | ------------ | --------------------------------------- | ------------ |
| Россия | 30 июля 2021 | Радиоротация цифровые загрузки стриминг | Velvet Music |
| Мир    | 31 июля 2021 | Радиоротация цифровые загрузки стриминг | Velvet Music |